# Germanes Josefines de la Caritat
Les Germanes Josefines de la Caritat són una congregació religiosa de germanes, institut de perfecció femení fundat per Caterina Coromina i Agustí en 1877, dedicada a l'assistència als malalts i els necessitats, especialment ancians.

## Història
Caterina Coromina, que treballava com a minyona a Vic, va trobar que calia un institut que s'ocupés d'assistir els malalts i ancians pobres a domicili, vetllant-los i portant-los el remei que necessitaven durant la seva convalescència.
Amb l'ajut del seu director espiritual, el pare Costa de l'Oratori de Sant Felip Neri, va tenir la idea de fundar una congregació religiosa. A la casa d'Esteve Verdosa, al Carrer Nou 123 de Vic, inicia el 29 de juny de 1877, amb la seva neboda Maria i dues joves més, l'institut, vivint religiosament i dedicant-se a l'atenció als malalts i a la vetlla a domicili.
El començament fou difícil; als pocs mesos, les companyes van marxar i Caterina restà sola, però va continuar la tasca; noves companyes van anar arribant i de mica en mica, la fundació s'anà consolidant. El 24 de juny de 1881, Caterina i cinc companyes van fer els vots i nasqué oficialment l'institut, que prengué el nom de Germanes Josefines de la Caritat.
Eren conegudes com a Noies de la Xicra, ja que era habitual veure-les anant i venint a les cases dels malalts amb una xicra on portaven els medicaments.
La seva tasca comença a ésser coneguda i el 1885 l'Ajuntament de Sant Genís de Vilassar va oferir casa i manutenció a les germanes a canvi que hi anessin per tenir cura de la població, afectada per una epidèmia de còlera. Una de les novícies, Loreto, es va encomanar de la malaltia i va morir, essent la primera "víctima de la caritat".

## Activitat i difusió
Les Josefines de la Caritat es dediquen a l'assistència als malalts i els ancians, a domicili i en hospitals i clíniques. A més, també fan altres activitats com la cura de nens en guarderies i assistència a necessitats.
És una congregació petita, amb comunitats principalment a Catalunya (cinc a Vic, i una a Manresa, Martorell, Barcelona, Oristà i Prats de Lluçanès), i una a Dos Hermanas (Sevilla) i San Enrique de Guadiaro (Cadis).
També tenen comunitats a Medellín (Colòmbia), Callao, Lima, Chiclayo i Cerro de Pasco (Perú).